# Bitwa morska na płyciźnie Gabbard

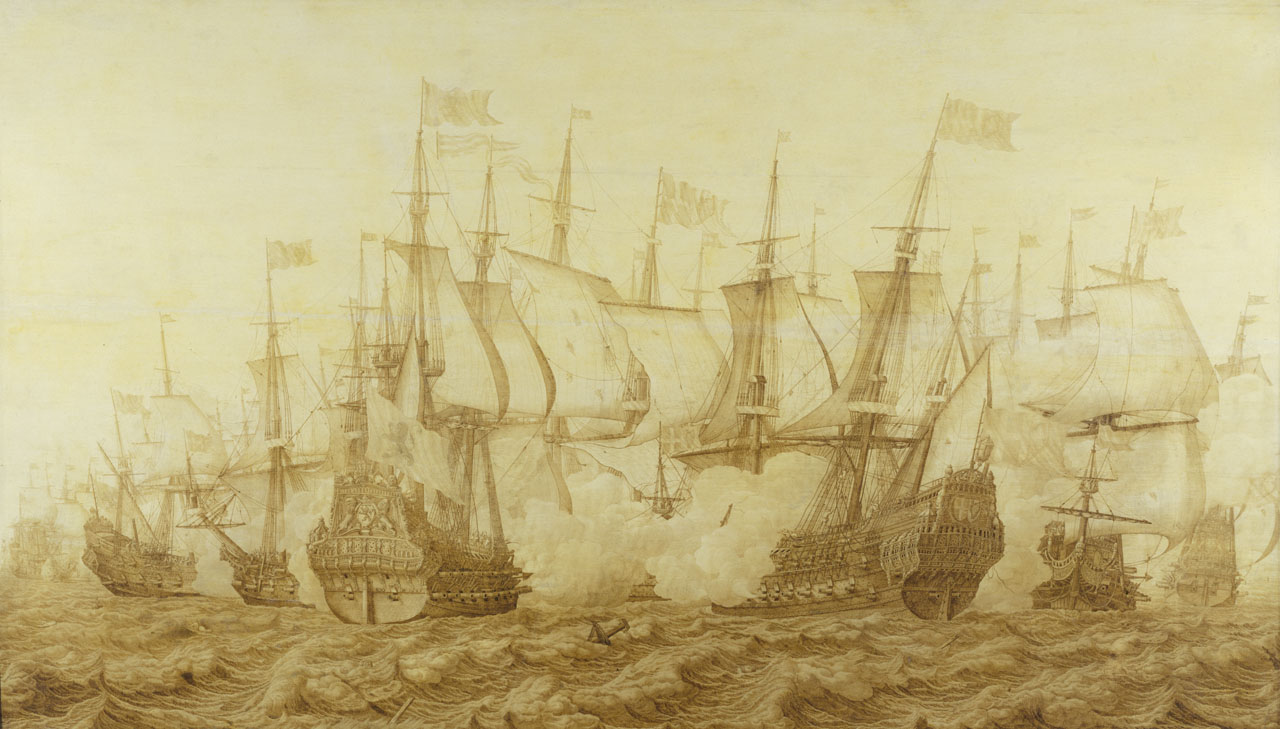
XVII-wieczny obraz Heermana Witmonta bitwy pod Gabbard

Bitwa morska na płyciźnie Gabbard (zwana także bitwą pod North Foreland, bitwą pod Gabbard lub bitwą pod Nieuport) – starcie zbrojne, które miało miejsce w dniach 12–13 czerwca 1653 (2–3 czerwca starego stylu) podczas wojny angielsko-holenderskiej (1652–1654).
Bitwa odbyła się w okolicach płycizny Gabbard opodal wybrzeża pod Suffolk w Anglii pomiędzy flotą angielską a flotą holenderską. W Holandii bitwa znana jest pod nazwą bitwy pod Nieuport (Zeeslag bij Nieuwpoort).
Flota angielska miała 100 okrętów dowodzonych przez generałów morskich (Generals at Sea) George'a Moncka i Richarda Deane'a i admirałów Johna Lawsona oraz Williama Penna. Holendrzy mieli 98 okrętów pod admirałem-porucznikiem Maartenem Trompem i wiceadmirałem Witte de Withem. Podzieleni byli na 5 eskadr. Dnia 12 czerwca 1653 Holendrzy zaatakowali, lecz zostali odparci dzięki zastosowanej przez Anglików po raz pierwszy nowej taktyki szyku liniowego, powodującej, że Holendrzy musieli płacić wysoką cenę za podjęcie próby abordażu. Holenderska flota, złożona z lekkich okrętów, straciła w walce 2 okręty, a reszta okrętów została poważnie uszkodzona.
Dnia 13 czerwca do Anglików dołączył admirał Robert Blake, jednak Tromp zdecydował się ponownie spróbować bezpośredniego ataku, pomimo że jego okręty miały już amunicję na wyczerpaniu. Jednak niespodziewana cisza na morzu unieruchomiła jego okręty, czyniąc z nich łatwe cele dla angielskich dział. Holendrzy zostali rozgromieni. Anglicy ścigali ich aż do wieczora, zdobywając wiele holenderskich okrętów. Bitwa skończyła się dla Holendrów stratą 17 okrętów, z których 6 zostało zatopionych a 11 zdobytych. Anglicy nie stracili ani jednego okrętu, zginął natomiast Deane. Taktycznie była to największa klęska Holendrów obok bitwy pod Lowestoft; strategicznie jednak przegrana bitwa okazała się dla Holandii katastrofą.
Zwycięstwo oznaczało dla Anglii pełną kontrolę nad kanałem La Manche, odzyskaną w bitwie pod Portland po tym, jak została utracona w bitwie pod Dungeness, a teraz rozszerzona została na całe Morze Północne.
Po bitwie Anglicy zablokowali wybrzeża Holandii, przejmując wiele statków handlowych, ciężko kalecząc holenderską gospodarkę. Floty obu państw starły się ze sobą ponownie 8 sierpnia 1653 pod Scheveningen.